# Huracán FC
Der Huracán Football Club, kurz Huracán FC bzw. Huracán, ist ein Fußballverein aus Montevideo in Uruguay. Die Erste Mannschaft des Vereins spielt in der Saison 2014/15 in der zweithöchsten uruguayischen Spielklasse, der Segunda División.

## Geschichte
Der auch als Club Huracán del Paso de la Arena bezeichnete Verein wurde als Ergebnis einer Fusion der Vereine Club Atlético Charrúa und La Esquinita Football Club am 1. August 1954 gegründet. Die Mitglieder der beiden fusionierenden Vereine rekrutierten sich überwiegend aus Schülern des Liceo Bauzá. Beheimatet ist der Klub im Barrio Paso de la Arena. Zunächst spielten die Mannschaften des Klubs in diversen Meisterschaften auf barrialer Ebene. 1962 trat der Huracán FC dem uruguayischen Fußballverband Asociación Uruguaya de Fútbol bei. 1978 gewann die Fußballmannschaft des Vereins die Meisterschaft in der Primera D. 1983 und 1990 sicherte sich der Klub den Titel in der höchsten Amateurklasse, der Segunda División Amateur. Mindestens seit 1996 trat die Mannschaft des Vereins in der dritten Liga und somit in der höchsten uruguayischen Amateurliga an. 1997 belegte man in dieser seinerzeit als Liga Metropolitana Amateur de Fútbol bezeichneten Spielklasse den 7. Platz nach der ersten Saisonphase und spielte somit nicht um den Aufstieg. Nachdem man auch 1998 als Tabellenachter die Aufstiegsrunde verpasste qualifizierte die Mannschaft Huracáns sich 1999 als Tabellenvierter für die zweite Saisonphase, in der man den 2. Rang hinter dem späteren Meister und Aufsteiger Villa Teresa belegte. Im Jahr 2000 beschloss der Huracán FC ebenso wie die Vereine Oriental de La Paz und Deportivo Italiano nach der ersten Saisonphase, die Huracán auf Platz 4 abgeschlossen hatte, zunächst die Fortsetzung des Spielbetriebs zu verweigern, nachdem Rundensieger Colón FC mit einem Protest gegen die Wertung des Spiels gegen Platense erfolgreich gewesen war. Letztlich startete die zweite Saisonphase – mit Verzögerung – aber doch. Huracán wurde Dritter.  Anschließend folgte eine vorübergehende Fusion mit dem Salus FC und Villa Teresa zum Alianza FC. Der Fusionsverein erhielt jedoch in der Saison 2001 keine Spielgenehmigung, weil Villa Teresa und der Salus FC Verbindlichkeiten nicht beglichen hatten. Er trat sodann von 2002 bis zum Abstieg am Ende der Saison 2004 in der zweithöchsten Profiliga an. Parallel dazu erfolgte keine Wettbewerbsteilnahme einer Mannschaft von Huracán in einer der drei höchsten uruguayischen Spielklassen. 2005 löste sich der Fusionsklub wieder auf. Zur Spielzeit 2005 trat Huracán wieder in der Liga Metropolitana de Fútbol an. Als Vierter qualifizierte man sich für die zweite Saisonphase, in der man aber abgeschlagen ohne Punktgewinn Vierter und somit Letzter wurde. 2006 (Fünfter in der Apertura und Vierter in der Clausura), 2007/08 (5. Apertura und 3. Clausura) sowie in der Saison 2008/09 in der seit letztgenannter Spielzeit umbenannten Segunda Divisional B Amateur als Fünfter und Sechster folgten Mittelfeldplatzierungen. In der Saison 2009/10 gewann der Verein aus Paso de la Arena unter der Trainingsleitung von Héctor Herrera sodann die Apertura-Wertung durch einen Sieg im Play-off-Finale über den punktgleichen Zweitplatzierten Uruguay Montevideo FC. Letztgenannter Klub war am Saisonende als Clausura-Sieger zudem Gegner des Aufstiegs- und Meisterschaftsfinales, dass Huracán nach einem 1:1-Unentschieden mit 4:3 im Elfmeterschießen unter Trainer Juan Duarte zu seinen Gunsten entschied. Damit stieg der Verein in die zweithöchste Liga Uruguays und somit in den Profifußball auf. Einem neunten Rang 2010/11, folgte 2011/12 mit dem fünften Tabellenplatz die Qualifikation für die Aufstiegs-Playoffs um den dritten Aufstiegsplatz zur Primera División. Dort scheiterte man erst in den beiden Finalspielen am Club Atlético Progreso. Progreso hatte das Hinspiel mit 3:1 bei Huracán gewonnen, so dass der 2:0-Auswärtssieg Huracáns im Rückspiel letztlich nicht ausreichte, um erstmals in die höchste uruguayische Spielklasse aufzusteigen. In der Spielzeit 2012/13 blieb der Erfolg aus und die Mannschaft des Vereins stieg eigentlich sogar in die höchste Amateurklasse ab, nachdem man als 14. und somit Letzter der Abschlusstabelle in der Relegation zwei Niederlagen gegen den Villa Teresa hinnehmen musste. Allerdings verblieb der Verein trotz sportlichen Abstiegs im Profifußball, da dieser letztlich vom Verband nicht umgesetzt wurde. Nach Abschluss der beiden Halbserien der Saison 2013/14 rangierte Huracán auf dem 4. Rang. Dies bedeutete die Qualifikation für die Aufstiegs-Playoff-Runde. In dieser scheiterte man jedoch in der zweiten Runde an Central Español. In der Apertura 2014 belegte die Mannschaft des Klubs den 8. Rang.

## Stadion
Der Verein trägt seine Heimspiele im in Montevideo gelegenen Parque Pedro Ángel Bossio aus. Die Spielstätte verfügt über eine Zuschauerkapazität von 2.000 Personen.

## Erfolge
- Meister der Segunda División Amateur: 1983, 1990, 2009/10
- Primera D: 1978

## Trainerhistorie
- Héctor Herrera
- Januar 2010 bis November 2010: Juan Duarte[26]
- mind. ab März 2014: Raúl Omar Otero[27]
- seit 16. März 2015[28][29][30] bis September 2015[31]: Adrián Colombo